# Fable II
Fable II es un videojuego de rol de acción para la videoconsola Xbox 360, lanzado el 21 de octubre del 2008 y desarrollado por Lionhead Studios y publicado por Microsoft Game Studios. Se trata de una secuela a Fable (Xbox) y Fable: The Lost Chapters (PC).
Anunciado en el año 2006 el juego tiene lugar en Albion, mundo original de su antecesor, 500 años después, en una era colonial que se asemeja a la Ilustración; las armas de fuego primitivas, los grandes castillos y ciudades se han desarrollado y han dejado lugar a pueblos. A diferencia del original, el jugador puede elegir ser hombre o mujer.

## Modo de juego

### Combate
El combate cuerpo a cuerpo se lleva a cabo en el botón X, el combate a distancia en el botón Y, y magia en el botón B. El combate será sensible al contexto de modo que, si un jugador está en la parte superior de una torre, al pulsar 'X' puede hacer que el jugador tire un enemigo fuera de la torre en lugar de atacar con un arma.
El combate cuerpo a cuerpo se puede ir mejorando por medio de los "Estilos Brutales", los cuales están divididos en 4 niveles:
- Nivel uno: Bloqueo
- Nivel dos: Florituras
- Nivel tres: Ataques en cadena
- Nivel cuatro: Contraataques

El combate a distancia también se puede ir mejorando, se divide en 4 niveles:
- Nivel uno: Girar
- Nivel dos: Ataque con Rango de Mira
- Nivel tres: Zoom
- Nivel cuatro: Sub-Mira

### Familia y relaciones
En Fable II es posible casarse, tener hijos o divorciarse. Tu cónyuge te pedirá el divorcio si pasas poco tiempo en casa o no aportas dinero a la familia. Para mantener la paz conyugal es bueno comprar muebles para el hogar.
En una de las misiones tu hija se escapa de casa en busca de aventuras y deberás rescatarla.
El "héroe" tiene total libertad para ser infiel a su esposa o marido, también con prostitutas o relaciones homosexuales. Si se tiene sexo sin protección pueden contraerse enfermedades sexuales, esto se evita comprando un condón en las tiendas.

### Aspecto físico del personaje
Fable II varía el aspecto del protagonista dependiendo de cuatro variables: bondad, maldad, pureza y corrupción.
Si eres bueno te saldrá un aspecto rubio y bronceado, si eres malo serás moreno y pálido. Los puros son delgados y con una aureola en la cabeza, los corruptos son gordos y con cuernos.
La alimentación también influye en el aspecto: los programadores del juego consideran que comer vegetales te hace más puro y comer carne te hace un ser corrupto (?).

### Muerte
La decisión inicial cuando el personaje muriera, era hacer que el hijo del personaje continuara jugando (solo si lo tuvo).
Pero esto no funcionó, sin embargo los probadores decidieron que los hijos dieran vida extra, promoviendo a que Lionhead decidiera crear una nueva forma de "muerte".[cita requerida]
La segunda forma seria que el personaje no muera del todo, más bien que solamente el o ella cayeran inconscientes. El enemigo que derribo al personaje podrá patear, golpear o insultarlo y dejarle cicatrices permanentes.
Cayendo inconsciente el personaje tendrá que ofrecer tres sacrificios: oro, reputación y experiencia.
Después de Game Developers Conference (GDC) por sus siglas en inglés en el 2008, Peter Molyneux indicó que la forma de muerte cambia para varios jugadores.
Aunque se puede evitar la muerte comprando pociones de resurrección.

### Trabajos
En el juego el jugador podrá trabajar para conseguir dinero. Los trabajos disponibles en el juego son: Leñadores, Herreros, Camareros, Agentes de desplazamiento de civiles, Taberneros, Cazarrecompensas y Asesinos.

### Modo cooperativo en línea
El 14 de julio de 2008, en el E3 2008, el diseñador principal Peter Molyneux, demostró los "Albion Orbs". Estos Orbs muestran en donde se encuentran otros jugadores, y con el presionar de un botón, podrás traerlos a tu propio mundo para jugar de forma cooperativa. Las acciones de los jugadores visitantes serán permanentes, a menos que se active el sistema de seguridad. Los jugadores podrán darle ítems a los visitantes. Los perros de los jugadores no podrán acompañarlos en el juego de otro jugador.
El 26 de septiembre de 2008 se reportó que Fable II no saldría con el modo cooperativo en línea, declarando que sería parchado con una actualización en un futuro próximo, aunque se dijo que el jugador podrá contactar a otros jugadores, quienes tomarán la forma de "Albion orbs", con lo que los jugadores podrán chatear e intercambiar.

## Personajes principales
- Héroe de Bowerstone: el o la protagonista que debe juntar a los tres héroes para derrotar a Lord Lucien. El juego comienza en su niñez y es cuando traba amistad con un cachorro de perro que le acompañara en toda la aventura. Queda implicito que es descendiente del Héroe de Oakvale, el protagonista de Fable 1.
- Theresa (Zoë Wanamaker): Una adivina ciega. El director de arte del juego, John McCormack, reveló que es la misma Theresa del Fable 1: "uno de los lazos con el juego original es Theresa, que era la hermana ciega del heroe en el juego original. Ella es ahora una extraña adivina sin edad que actúa como la guía del jugador durante el juego, pero es más que un simple tutorial, ella tiene secretos y su ayuda no es desinteresada."[4]
- Rose (Gemma Boyle): Una huérfana, hermana mayor del protagonista que malvive en las calles de Bowerstone. Uno de los gansteres de la ciudad intenta convencerla para que ejerza la prostitución. Lord Lucien se entera de que tiene sangre mágica y la asesina, intentando acabar también con el protagonista.
- Lord Lucien (Oliver Cotton): El malvado y amargado señor de Bowerstone. Su mujer y su hija murieron dejándole obsesionado con recuperarlas, para lo que quiere usar el poder de la aguja.
- Hermana "Hammer" Hannah (Julia Sawalha): La heroína de la fuerza, es la hija del abad del templo de Oakfield. Al principio es una pacifista convencida pero cuando los agentes de Lucien asesinan a su padre se une a la cruzada del jugador. Su manejo del martillo es inigualable, pero sigue odiando la violencia.
- Garth (Ron Glass): El héroe de la voluntad, era aliado de Lucien, pero cuando se dio cuenta de sus antinaturales y malvadas intenciones huyó para esconderse en Brightwood. Es un poderoso mago que estudió en el Viejo Reino.
- Reaver (Stephen Fry): El héroe de la habilidad y el cacique de Bloodstone; es vanidoso, egoísta, violento y sin escrúpulos. Se hizo dueño de la villa comenzando su carrera como pirata, es temido por su inigualable puntería. Hace una reaparición en Fable III.

## Relatos de Albion
Tales of Albion. Poco antes de aparecer Fable 2 en Europa, en la página oficial del susodicho videojuego aparecieron unos relatos que nos cuentan la historia de Albion y el viejo Reino, eventos ocurridos cientos de años antes del primer Fable.
Son totalmente oficiales y aquí están traducidos:
1. Reinado de La Corte
La leyenda cuenta que, cuando el mundo aún era joven, Albión era una pacífica tierra llena de tranquilidad y belleza. Entonces llegaron tres del Vacío: el Rey, la Reina y Jack of Blades. Estos codiciaban Albion y exigieron que todos los hombres se arrodillaran ante ellos. 
Cuando la gente se negó, La Corte incendió Albión hasta que la tierra se volvió negra y el cielo se espeso con el humo. Entonces La Corte exigió obediencia de nuevo, tan solo para ser rechazados una segunda vez. Esta vez La Corte levanto los mares hasta el cielo y ahogo el mundo. 
Por tercera vez La Corte exigió que los hombres les adoraran, prometiendo paz y el fin de la miseria. Aquellos que sobrevivieron aún se negaron. Así La Corte retorció sus mentes hasta que hermanos asesinaron a hermanos, padres abandonaron sus hijos y cada amigo se volvió en contra. 
Finalmente, la gente de Albión se inclinó ante La Corte. Ellos y sus descendientes trabajaron duro para levantar monumentos a aquellos que vinieron del Vacío. 
2. El nacimiento de William Black
En los días en los que la gente aún sufría bajo la crueldad de La Corte, un humilde herrero y su mujer tuvieron un niño. Le llamaron William Black y este se convertiría en la clave para salvar Albion. 
Poco se sabe sobre al juventud de William. Como adulto, impresionó a otros con los poderes de su mente, mediante los cuales fue capaz de proteger su aldea y realizar hazañas que ni una docena de hombres podía igualar. Estos actos fueron conocidos como “Poderes de la Voluntad.” 
William creció obsesionado con La Corte, determinado a encontrar el camino para derrocarla. Una noche, mientras consultaba un misterioso tomo, fue transportado de repente hasta el Vacío. Aquí conoció a Jack, el cual se sentaba en un trono rodeado de figuras espantosas. Jack trato de esclavizar a William con los poderes de una espada ornamentada, pero William combatió y logró hacerse con la espada antes de escapar del mundo de las tinieblas. 
De vuelta en Albión, la espada habló a William, dijo llamarse La Espada de los Eones, y prometió ayudarle a vencer a La Corte pero solo si William le ofrecía su alma a cambio. 
Con la Espada de los Eones, William se dispuso a encontrar a La Corte. 
3. Caída de La Corte
William escaló el pico de Ruon, la montaña más alta de Albion, y retó a La Corte a combatir. El Rey de Espadas apareció primero, y portando la Espada de los Eones, William lo destruyó por completo. 
Después Jack of Blades apareció, ellos se golpearon el uno al otro hasta que William destrozó el cuerpo de Jack. Algunos dicen que Jack no murió realmente, y que su alma escapo al Vacío. 
La Reina de Espadas fue la última en encarar a William. Durante semanas su batalla rugió por todo Albion. Se elevaron montañas y se formaron valles con sus poderosos golpes. Al fin, William dio muerte a la Reina y liberó a la gente de su yugo. Alabaron a William, que tomó el título de Arconte, como su rey. 
4. Ascenso de Albion
Una vez derrotada La Corte, el Arconte puso su empeño en unificar Albión en un gran reino. Sus poderes sobre la Voluntad eran tan grandes que parecía que el mundo tomaba forma de acuerdo a sus deseos. Ciudades eran edificadas en semanas, y maravillosas máquinas fueron construidas que funcionaban solo con Voluntad. Durante mil años de paz, Albión reinó como el mayor centro de comercio y filosofía que el mundo había conocido. 
Pero sin un enemigo que derrotar, los hijos del Arconte crecieron mezquinos y crueles. Se hicieron llamar Héroes y usaron sus poderes sobre la Voluntad para aterrorizar a la gente. Un Arconte más joven los hubiese detenido, pero su batalla contra la Reina y el tiempo pasado en el Vacío habían infectado su cuerpo y mente con una enfermedad degenerativa. Enfrentándose a este deterioro, William cubrió su cuerpo con una malla dorada y una capa real de color azul antes de desaparecer. 
Así comenzó la corrupción en el Reino. 
5. Caída del Reino
Cuando el Arconte desapareció, Albion se sumió en el caos. Tres de cada cuatro personas fueron masacradas en las guerras o murió de enfermedad o hambruna. Mientras tanto, los muchos descendientes del Arconte competían por el poder. 
Estos nuevos soberanos no fueron tan amables ni sabios como lo fue el primero. Cada nuevo Arconte, temeroso de un golpe de estado, traía una nueva tiranía a Albion. Un enorme muro fue construido alrededor de la ciudad, para mantener a los ciudadanos dentro y las bestias e indeseables fuera. 
La guardia personal del Arconte, que eran enfundados en armaduras desde su nacimiento, hacían cumplir sus duros decretos: no se permitían ciudadanos fuera tras la medianoche, todo ciudadano debía presentarse cuando sonaba la campana de alarma, y aquel que se opusiera a la ley del Arconte era ejecutado junto a sus familiares. La gente era testigo de estas crueldades tras máscaras que señalaban su estatus mientras ocultaban su temor. 
Cuando el Reino hubo crecido hasta su mayor extensión, el Arconte exigió que una inmensa torre fuese construida para concentrar Voluntad. Justo después de ser completada, el cielo se llenó por completo de una luz brillante, y todo Albion tembló. A la mañana siguiente la torre no estaba y el Viejo Reino yacía en ruinas. Toda la gente desapareció excepto aquellos que vivían más allá de los muros. 
6. Tiempos oscuros
Tras la caída del Viejo Reino, las pocas aldeas que sobrevivieron a la destrucción de la Aguja se sumieron en el aislamiento. La distancia engendró desconfianza, la cual se convirtió en un derramamiento de sangre. Los aldeanos luchaban por comida, tierras, ganado, y agua fresca. Pronto empezaron a luchar incluso por mujeres fértiles. 
Los mercenarios vendieron sus armas al mejor postor y lucharon en una serie de pequeñas diputas. Si a los mercenarios no les agradaba el precio ofrecido, extraían el pago amenazando a los campesinos. 
Pero estos no fueron los tiempos más oscuros de Albion. Las Guerras del Barbecho, una edad de sangre y oscuridad, llevarían a Albion al borde de la extinción. 
7. Fin del mundo
La carroña humana saqueo las ruinas del Viejo Reino. No entendían lo que encontraban, y artefactos que no tenían precio eran dejados de lado o intercambiados como baratijas. Finalmente el bosque creció sobre las ruinas, y fue como si la herencia del Viejo Albion nunca hubiese existido. La población se redujo y aquellos que sobrevivieron despertaban cada día en un mundo más oscuro. 
Parecía que no había lugar seguro. La esperanza se desvaneció así como los bandidos robaban y mataban impunemente. La gente, hambrienta, registraron la tierra en busca de alimento y agua, pero a medida que pasaban los años había menos que encontrar de ambos. Los profetas enloquecidos predicaban que el fin del mundo estaba cerca. 
Entonces, más allá del este, la esperanza llegó de la forma más inesperada. Un bandido y mercenario llamado Nostro se presentó, asegurando traer la paz y prosperidad a Albion. 
8. El ascenso de Nostro
En su juventud, Nostro fue un bandido y mercenario movido por la ambición de dejar su huella en el mundo. El no vivía sin sentido de la decencia, pero no alcanzó su pleno potencial hasta que conoció a un hombre sabio y anciano llamado Scythe. Scythe era el espectro de un hombre, marchito y severo. Portaba una espada ornamentada y se cubría con una harapienta capa azul que ocultaba una sucia armadura dorada. Al parecer salió de la nada y tenía un profundo interés en Nostro. 
Scythe vio en Nostro algo más que un simple bandido. Sintió que Nostro poseía sin saberlo el poder que todos los descendientes del Arconte compartían. Scythe elaboró un plan: si podía guiar apropiadamente a Nostro, este bandido podría conseguir grandes cosas. Él podría incluso unificar Albion y deshacer el daño ocasionado por el primer Arconte y su prole. 
Así Scythe comenzó a enseñar a Nostro a como convertirse en un líder. 
9. Renacimiento de Albion
Siguiendo el consejo de Scythe, Nostro se dispuso a devolver la seguridad y prosperidad a Albion. 
Primero, busco hombres y mujeres a través de todo Albion y fundo una hermandad donde podrían entrenar para convertirse en auténticos Heroes. Mientras tanto Scythe instruyó a Nostro en los caminos de la Voluntad. Usando sus nuevos poderes, junto al sabio consejo de Scythe, Nostro formó un ejército y forzó la paz entre los pueblos enfrentados de Albion. 
Por un tiempo, pareció que Albion regresaría a su anterior grandeza. Aquellas esperanzas resultaron en vano. 
10. Caída de Nostro
Mientras, el Gremio iba tomando forma, Nostro encargó una serie de grandes creaciones. Una fue la Arena Witchwood, con la intención de ser un lugar donde cualquiera pudiera zanjar sus disputas en público. Al mismo tiempo, los herreros de Nostro forjaron una espada conocida como “Lágrimas de Avo” basada en los informes sobre la Espada de los Eones, la cual se perdió al desaparecer el Arconte. 
A pesar de las lecciones de Scythe, Nostro poco a poco fue cayendo al domino de una cortesana sedienta de poder llamada Magdalena. Con el tiempo, corrompió a Nostro hasta tal punto que la Arena se rebajó a una simple fuente de entretenimiento para el pueblo y el Gremio de los Héroes se convirtió en nada más que un techo para mercenarios llevados por su sed de riquezas y fama. 
Estos acontecimientos disgustaron a Scythe, el cual solo podía observar como Nostro y el Gremio caían en descrédito. Finalmente él desapareció dejando a Nostro a su destino. 
11. La muerte de Nostro
Próximo al final de su vida, Nostro pudo ver como el poder le había corrompido, y que tan lejos había caído de los ideales de su juventud. Por entonces sus seguidores e incluso su mujer hacia tiempo que ya le abandonaron. Aislado, fue presa fácil para un asesino que vertió veneno en su comida. 
Nostro supo que se estaba muriendo. Llamó a Scythe, y su viejo mentor vino para velar por el en sus últimas horas. Scythe sentía gran afecto por todas las cosas buenas que Nostro había conseguido en su vida. Finalmente, en paz consigo mismo, Nostro murió con los primeros rayos de luz al amanecer. 
Scythe desapareció poco después. Algunos dicen, que desde este día, vaga solo por todo Albion, en busca de otro que tenga el poder para devolver a Albion su grandeza. 
12. Secuelas
Tras la muerte de Nostro, Albion siguió creciendo y prosperando, como también lo hizo el Gremio de los Héroes. 
El Gremio fue liderado por una sucesión de seguidores de la Voluntad, cuyos propósitos variaban de bien intencionados a crueles. El mismo Gremio adoptó un simple código: completa la misión al pie de la letra, pide el pago por adelantado, y obedece a los agentes de la ley locales a menos que un Héroe este en una misión. Los Héroes que se graduaban en el Gremio eran a la vez admirados y temidos por la población a la que servían. 
En cuanto a Magdalena, volvió a casarse varias veces. Sus hijos usaron la conexión de la madre con Nostro para establecer su poder hereditario en Bowerstone.